# Wiadukt Hetmański w Poznaniu
Wiadukt Hetmański w Poznaniu – wiadukt drogowy nad ul. Droga Dębińska, w granicach administracyjnych miasta Poznania, na Łęgach Dębińskich na osiedlu samorządowym Wilda. Oddano go do użytku 30 czerwca 1973 roku, wraz z fragmentem tzw. Trasy Hetmańskiej łączącym ulicę Zamenhofa z ówczesną ulicą Dzierżyńskiego (obecnie jest to ulica 28 Czerwca 1956 r.).
Znajduje się w ciągu ul. Hetmańskiej, a zarazem II ramy komunikacyjnej. Przed otwarciem wschodniej obwodnicy miasta w czerwcu 2012 przez wiadukt poprowadzona była także droga krajowa nr 5 i trasa europejska nr E261. Do grudnia 2014 biegła nim droga krajowa nr 11. Stanowi część drogi wojewódzkiej nr 196, choć od 1 stycznia 2016 był również zaliczany do przebiegu drogi nr 433.
Konstrukcja posiada połączenie z ul. Droga Dębińska jedynie dla pieszych (schody) oraz dla rowerów (pochylnie).